# Desná (stacja kolejowa)
Desná – stacja kolejowa w Desná, w kraju libereckim, w Czechach. Znajduje się na wysokości 500 m n.p.m.
Jest zarządzana przez Správę železnic. Na stacji nie ma możliwości zakupu biletów, a obsługa podróżnych odbywa się w pociągu.

## Linie kolejowe
- 036 Liberec - Tanvald - Harrachov